# 2010年英聯邦運動會羽毛球比賽

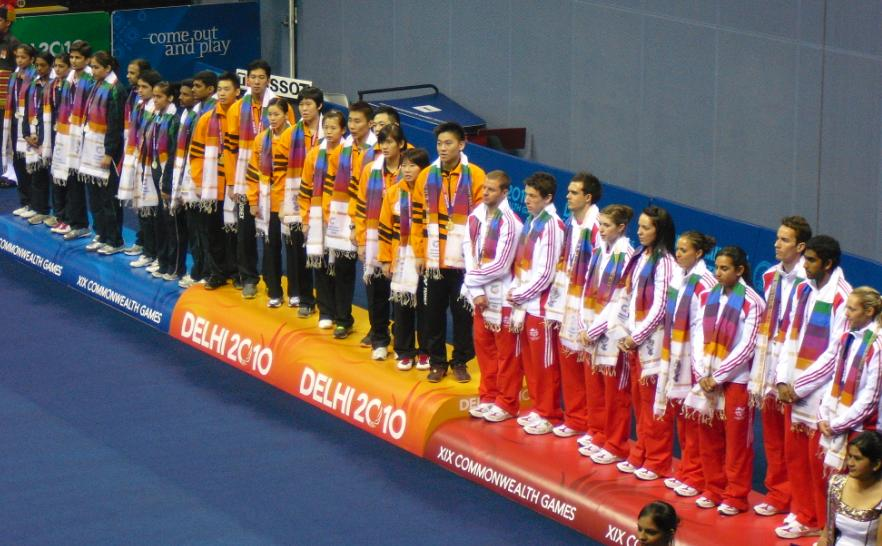
羽毛球比賽混合團體項目的頒獎典禮

2010年英聯邦運動會羽毛球比賽為2010年英聯邦運動會的其中一個競賽項目，共產生6枚金牌：男子單打、女子單打、男子雙打、女子雙打、混合雙打和混合團體。賽事於2010年10月4日至14日在印度新德里內的西里堡綜合運動場及 Saket Sports Complex 舉行。

## 獎牌統計
| 排名 | 国家／地区 | 金牌 | 银牌 | 铜牌 | 總數 |
| ---- | ---------- | ---- | ---- | ---- | ---- |
| 1    | 马来西亚   | 4    | 1    | 0    | 5    |
| 2    | 印度       | 2    | 1    | 1    | 4    |
| 3    | 英格兰     | 0    | 3    | 2    | 5    |
| 4    | 新加坡     | 0    | 1    | 2    | 3    |
| 5    |            | 0    | 0    | 1    | 1    |
| 總計 | 總計       | 6    | 6    | 6    | 18   |

## 參賽國家/地區
| - (10) - (4) - 加拿大 (9) - 英格兰 (10) - 福克蘭群島 (5) - 根西 (2) - (6) - 印度 (10) - 马恩岛 (4) | - 牙买加 (7) - 澤西 (2) - (6) - 马来西亚 (10) - 马来西亚 (5) - 莫桑比克 (2) - 模里西斯 (7) - 奈及利亞 (6) - 北爱尔兰 (4) | - 新西兰 (8) - 苏格兰 (8) - 塞舌尔 (5) - 新加坡 (10) - 斯里蘭卡 (6) - 乌干达 (8) - (7) - 尚比亞 (3) |

## 各項成績
| 項目     | 金牌 | 银牌 | 铜牌 |
| 男子單打 | 李宗伟 | 拉吉夫·欧斯夫 | 卡夏普·帕鲁帕利 |
| 女子單打 | 塞娜·内维尔 | 黄妙珠 | 伊丽莎白·卡恩 |
| 男子雙打 | 古健傑 陳文宏 | 安东尼·克拉克 内森·罗布森 | 亨德拉·维加亚 亨德利·庫爾尼亞萬·薩帕特拉 |
| 女子雙打 | 瓦拉·古塔 阿什维尼·蓬纳帕                                                                                           | 欣塔·穆利亚·萨里 姚蕾 | 唐鹤恬 凯特·威尔逊-史密斯 |
| 混合雙打 | 古健傑 陈仪慧 | 内森·罗布森 珍妮·沃尔沃克 | 查特·奇雅加特 姚蕾 |
| 混合團體 | 马来西亚 陈炳顺 · 謝麗雅 · 陈仪慧 · 吳柳螢 · 穆罕默德·哈菲兹·宾·哈希姆 · 古健傑 · 李宗伟 · 陳文宏 · 黄妙珠 · 溫可微 | 印度 萨纳维·托马斯 · 阿帕娜·巴兰 · 切坦·阿南德 · 瓦拉·古塔 · 鲁佩什·库马尔 · 阿什维尼·蓬纳帕 · 阿迪提·穆塔喀尔 · 塞娜·内维尔 · 卡夏普·帕鲁帕利 · 瓦利亚维蒂尔·迪柱 | 英格兰 克里斯·爱德考克 · 玛里亚纳·阿格基罗 · 卡尔·巴克斯特 · 伊丽莎白·卡恩 · 安东尼·克拉克 · 希瑟·奥利弗 · 拉吉夫·欧斯夫 · 内森·罗布森 · 珍妮·沃尔沃克 · 加布里·怀特 |